# Leon Livovschi
Leon Livovschi (grafiat și Livovski) (n. 26 mai 1921, Vărzărești, România – d. 6 iulie 2012, Montreux, Elveția) a fost un om de știință român, cu contribuții în mecanică, matematică și informatică.
A fost profesor la Facultatea de Matematică și Informatică a Universității din București.
Într-o discuție cu academicianul Grigore C. Moisil, tânărul inginer Leon Livovski i-a atras atenția asupra unor articole din revista sovietică „Electricestvo", privind utilizarea logicii matematice clasice în studiul circuitelor de comutație. În felul acesta, academicianul Moisil a luat cunoștință, în jurul anilor 1950, cu cercetările sovietice (în special ale lui Șestakov și Gavrilov) privind aplicațiile logicii matematice în tehnică.
Leon Livovschi a utilizat primul, pe plan mondial calculul implicațiilor la proiectarea circuitelor automate cu contacte și relee, în 1952.
Leon Livovschi este și autorul unor metode de reprezentare prin grafuri a evoluției automatelor secvențiale, elaborând, în acest sens, și algoritmi de analiză și sinteză a automatelor secvențiale. Studiul automatelor discrete s-a făcut inițial prin utilizarea logicii matematice clasice.

## Volume publicate
- Automate finite cu elemente logice pneumatice și hidraulice, Editura Academiei Republicii Populare Romîne, București, 1963
- Circuite cu contacte de relee, Editura Academiei Republicii Socialiste România, București, 1968
- Sinteza și analiza algoritmilor (în colaborare cu Horia Georgescu), Editura Științifică și Enciclopedică, 1986
- Bazele informaticii. Structura și funcționarea calculatorului, Editură: Universitatea din București, 1978
- Bazele informaticii, Editura Albatros, București, 1979
- Scheme logice - semnificație, elaborare, verificare, testare, Editura Tehnică, București, 1980
- Bazele informaticii (în colaborare cu Nicolae Teodorescu), Editura didactică și pedagogică, București, 1981